# Conicobruchus alpina
Conicobruchus alpina là một loài bọ cánh cứng trong họ Bruchidae. Loài này được Arora & Singal miêu tả khoa học năm 1975.